# Amphixystis carphota
Amphixystis carphota är en fjärilsart som beskrevs av Edward Meyrick 1915. Amphixystis carphota ingår i släktet Amphixystis och familjen äkta malar.
Artens utbredningsområde är Belize. Inga underarter finns listade i Catalogue of Life.